# راتا لوفيل سميث
راتا أليس لوفيل سميث ( 1894–1969) هي فنانة نيوزيلندا من كرايستشرش. 